# Juillet 1984

## Événements
- 1er juillet : au Liechtenstein, un référendum accorde enfin aux femmes le droit de vote pour les élections nationales.

- 4 juillet : adoption en Suisse d'une ordonnance réglementant les preuves documentaires de l'origine des marchandises en matière de commerce extérieur.

- 8 juillet (Formule 1) : Grand Prix de Dallas.

- 13 juillet : Inauguration du musée de la Révolution française

- 18 juillet : discours de Jesse Jackson à la convention du parti démocrate américain[1].

- 19 juillet : Jacques Delors devient président de la Commission européenne.

- 21 juillet : amnistie politique en République populaire de Pologne.

- 21 - 28 juillet : le 69e congrès mondial d’espéranto a lieu à Vancouver. Il a pour thème « Les langues minoritaires, un phénomène seulement national ? ».

- 22 juillet (Formule 1) : Grand Prix automobile de Grande-Bretagne.

- 24 juillet (En France) : Mck se fait emballer par Christophe. C'est le début d'une grande aventure qui dure toujours..

- 31 juillet : l'Union soviétique et 13 autres pays boycottent les JO de Los Angeles.

## Naissances
- 2 juillet : Elise Stefanik, femme politique américaine.
- 3 juillet : Corey Sevier, acteur canadien.
- 7 juillet : Marie-Mai, chanteuse canadienne.
- 11 juillet : 
  - Tanith Belbin, patineuse artistique canadienne.
  - Rachael Taylor, actrice australienne
- 12 juillet : Gareth Gates, chanteur anglais.
- 14 juillet : Renaldo Balkman, joueur de basketball américain naturalisé portoricain.
- 18 juillet : Hicham Harrag, acteur, auteur, réalisateur et producteur français.
- 24 juillet : Leanne Moore, chanteuse irlandaise.

## Décès
- 7 juillet : Brassaï, photographe hongrois.
- 22 juillet : Giánnis Gaḯtis, peintre et sculpteur grec (° 4 mars 1923).
- 23 juillet : Achiel Buysse, coureur cycliste belge (° 20 décembre 1918).
- 25 juillet : Big Mama Thornton, chanteuse de blues.
- 26 juillet : George Gallup, statisticien américain.
- 31 juillet : Paul Le Flem, compositeur français, (°1881).